# Юзеф Бем
Ю́зеф Заха́риаш Бем (на полски: Józef Zachariasz Bem) е полски генерал и османски фелдмаршал. Участва в полското освободително движение, Командва унгарските войски в освободителната война от 1848 – 1849 година срещу Австрийската и Руската империя.
Бем е сред хилядите полски емигранти, прокудени от страната си след неуспешното Ноемврийско въстание срещу руското владичество. Името му се свързва с концепцията за европейския национализъм поради готовността му да се бие навсякъде за бъдещето на своята родина.

## Биография

### Ранни години
След обучение в кадетски корпус и артилерийско училище във Варшава Юзеф Бем постъпва в конната артилерия на Варшавското херцогство и участва във Наполеоновата война от 1812 година срещу Русия. За заслугите му при отбраната на Данциг през 1813 г. е награден с Орден на почетния легион.
След 1815 година, когато херцогството е преобразувано в Полско кралство в състава на Русия, Бем продължава да служи в артилерията и преподава във Варшавското артилерийско училище. Провежда експерименти с бойни ракети, резултатите от които публикува през 1820 година в Бавария. Уволняван 3 пъти под различен предлог (непозволен дуел, членство в масонска организация, финансови злоупотреби), в крайна сметка е освободен окончателно от армията през 1825 година поради неблагонадеждност.
Установява се в австрийския град Лемберг (днешен Лвов), където преподава физика и изследва свойствата на парния двигател.

### Ноемврийско въстание
Когато през 1830 година във Варшава избухва Ноемврийското въстание срещу руското владичество, Юзеф Бем прекъсва научните си занимания и се присъединява към борбата за национално освобождение. С уменията си на артилерийски командир Бем допринася за победата край Игане през март 1831 г. Отличава се също в битката при Остроленка и в отбраната на Варшава, където командва артилерията на полската армия и е произведен в звание бригаден генерал.

### В емиграция (1831 – 1848)
След поражението на въстанието Бем емигрира в Германия, а после в Париж, където преживява като преподавател по математика. Включва се активно в живота на Великата емиграция във френската столица като съосновател на Полското историческо и литературно дружество и (през 1835) на Полското политехническо дружество.
Междувременно Бем планира създаване на военни отряди в Белгия и Египет. Със същата цел през 1833 година заминава за обхванатата от гражданска война Португалия, но опитът му да организира полски легиони в подкрепа на дом Педро Браганса е несполучлив.

### Унгарска революция
През 1848 година, когато Западна и Централна Европа са обхванати от икономическа криза и обществени вълнения, Бем заминава за Лемберг, за да организира въстание на местните поляци срещу австрийската власт. След като това не му са отдава, през септември същата година той се установява във Виена. Създава въоръжени отряди от местни работници и занаятчии, с които участва във въстанието срещу абсолютисткото правителство.
След превземането на Виена от императорските войски Бем бяга в Унгария, която е въстанала срещу австрийското господство. В края на 1848 година Лайош Кошут му поверява командването на унгарските войски в Трансилвания. През зимата и пролетта на 1849 година командваните от Бем въстанически сили прогонват верните на императора войски от почти цяла Трансилвания и Банат. В тези месеци Бем се проявява като отличен организатор, пълководец и политик, работейки за помирение между местните унгарци и румънци.
През лятото на 1849 година срещу Бем и войските му настъпват многобройни руски войски начело с генерал Александър Лидерс, повикани от австрийския император. Разбит при Шегешвар (на 31 юли) и Грос Шойерен (край Херманщат, на 6 август), Бем е изтласкан от Трансилвания в Банат. Той предвожда унгарците в последната битка срещу обединените австрийско–руски войски край Темешвар. Сражението завършва с поражение на въстаниците. Самият Бем е тежко ранен, но успява да се спаси и скоро след това преминава през Дунав на османска територия.

### На османска служба
Отивайки в Османската империя Юзеф Бем приема исляма и името Мурад. Постъпва в османската армия и се включва в реорганизацията ѝ. По настояване на Русия и Австрия през юни 1850 година е преместен далеч от дунавската граница – в сирийския град Алеп, като военен губернатор със звание ферик–паша (дивизионен генерал).
В края на същата година Алеп е обсаден от въстанали бедуини. С подчинените му османски войски Бем потушава въстанието и спасява местните християни от клане. Скоро след това Юзеф Бем заболява от малария и умира през декември 1850 година.

## Почит
Още приживе Бем печели голяма популярност с делата и характера си сред трансилванските унгарци – секеите, които заради дребния му ръст го наричат Малкия баща. 30 години след смъртта му и още приживе на най-големия му враг – император Франц Йосиф, те му издигат паметник в Марошвашархей (тогава в Австро-Унгария, днес Търгу Муреш в Румъния).
През 1929 година властите на Втората полска република организират пренасянето на тленните му останки от Алеп в родния му град Тарнов.
Юзеф Бем е изобразен на банкнотата на Полската народна република на стойност от 10 злоти, образец от 1982.

## Публикации на Бем
Юзеф Бем е автор на редица научни трудове по математика, военно дело и история:
- Notes sur les fusées incendiares (съчинение за ракетите, издадено през 1820 година в Бавария)
- O maszynach parowych (за парните машини, Лвов, 1829)
- La Pologne dans ses ancienne limites, le Duche de Moscou en 1743 et l'empire des Russes actuel. Ouvrage historique et politique (за историята на Полша и Русия, издадено в Париж през 1836)
- O powstaniu narodowym w Polsce (Париж, 1846 – 1848, за Ноемврийското въстание)
- Józef Bem – „Węgrzy i Polacy w dzisiejszym stanie Europy“